# George Gordon (clérigo)
George Gordon (1760–1845) foi um padre anglicano inglês, deão de Exeter entre 1809 e 1810 e de Lincoln desde esta data até à sua morte em 2 de agosto de 1845.